# الکس کارتر (بازیگر کانادایی)
الکس کارتر (به انگلیسی: Alex Carter) (زاده ۱۲ نوامبر ۱۹۶۴) بازیگر کانادایی است.
از فیلم‌های معروف او می‌توان به بازی در فیلم خارج از زمان اشاره کرد.